# Mesquita (Río de Janeiro)
Mesquita es un municipio brasileño del estado de Río de Janeiro. La población es de 190.056 personas (datos de 2008). El municipio ocupa un área de 34,767 km².

## Geografía
El Parque Municipal Nova Iguaçu, que abarca el municipio de Mesquita, es el primer geoparque de Río de Janeiro y alberga el nacimiento del río Dona Eugênia. Este parque tiene una característica geológica (La característica geológica no es un volcán sino un gran fragmento geológico que se formó por meteorización, y solo hubo actividad magmática cuando la placa tectónica pasó por una veta magmática, provocando un derrame magmático) además de remanentes de la Mata Atlántica. El macizo de Mendanha domina el paisaje del municipio. Mesquita también tiene muchas cascadas y bosques. Lamentablemente en los últimos años el municipio ha sufrido de deforestación, lo que influye en la temperatura de la región, especialmente en verano.